# Satomi Fukudome
Satomi Fukudome (Kyoto, 23 novembre 1997) è una pallavolista giapponese, libero del Victorina Himeji.

## Carriera

### Club
La carriera di Satomi Fukudome inizia a livello scolastico nel 2016 con il Kyōto Tachibana, per poi passare, nel 2016, al club universitario del Ryukoku Daigaku. Nella stagione 2019-20 esordisce nella V.League Division 1 grazie all'ingaggio da parte delle Denso Airybees.
Nell'annata 2024-25 si trasferisce in Italia, accettando l'offerta della Pro Victoria, in Serie A1, ma già in quella successiva torna in patria, tra le file del Victorina Himeji, nella massima divisione.

### Nazionale
Nel 2022 ottiene le prime convocazioni nella nazionale giapponese, con cui, nel 2024 vince la medaglia d'argento alla Volleyball Nations League.